# Bossa Nova Pelos Passaros
| Recensione | Giudizio |
| ---------- | -------- |
| AllMusic   |          |

Bossa Nova Pelos Passaros è un album discografico del chitarrista jazz statunitense Charlie Byrd, pubblicato dalla casa discografica Riverside Records nel novembre del 1962.

## Tracce

### LP
Lato A
1. Yvone – 1:56 (Charlie Byrd) – Registrato il 22 aprile 1962
2. Un Abraço Do Bonfa (A Salute to Bonfa) – 2:20 (João Gilberto) – Registrato nell'aprile del 1962
3. Meditação (Meditation) – 3:09 (Antônio Carlos Jobim, Newton Mendonça) – Registrato il 22 aprile 1962
4. Você e Eu (You and I) – 2:55 (Carlos Lyra, Vinícius de Moraes) – Registrato nell'ottobre del 1962
5. Coisa Mais Linda (A Most Beautiful Thing) – 2:38 (Carlos Lyra, Vinícius de Moraes) – Registrato nell'aprile del 1962
6. O Barquinho (Little Boat) – 1:55 (Roberto Menescal, Ronaldo Bôscoli) – Registrato il 22 aprile 1962

Lato B
1. Desafinado (Slightly Out of Time) – 2:29 (Antônio Carlos Jobim) – Registrato nell'aprile del 1962
2. Samba Triste – 2:59 (Billy Blanco, Baden Powel) – Registrato il 22 aprile 1962
3. Bim Bom – 1:48 (João Gilberto) – Registrato nell'aprile del 1962
4. Hô-Bá-Lá-Lá – 2:11 (João Gilberto) – Registrato nell'ottobre del 1962
5. Ela Me Deixou (She Has Gone) – 2:32 (Charlie Byrd) – Registrato nell'aprile del 1962
6. O Pássaro (The Bird) – 3:09 (Charlie Byrd) – Registrato nell'ottobre del 1962

## Musicisti
Yvone / Meditação (Meditation) / O Barquinho (Little Boat) / Samba Triste
- Charlie Byrd - chitarra
- Keter Betts - contrabbasso
- Bill Reichenbach - batteria
- Walter Raim - arrangiamento e conduttore musicale
- Sconosciuti - strumenti ad arco

Un Abraço Do Bonfa (A Salute to Bonfa) / Coisa Mais Linda (A Most Beautiful Thing) / Desafinado / Bim Bom / Ela Me Deixou (She Has Gone)
- Charlie Byrd - chitarra
- Keter Betts - contrabbasso
- Bill Reichenbach - batteria

Você e Eu (You and I) / Hô-Bá-Lá-Lá / O Pássaro (The Bird)
- Charlie Byrd - chitarra
- Keter Betts - contrabbasso
- Bill Reichenbach - batteria
- Earl Swope - trombone
- Charlie Hampton - flauto, sassofono alto
- Gene Byrd - chitarra
- Willie Rodriguez - percussioni latine

Note aggiuntive
- Ed Michel - produttore
- Registrazioni effettuate al Plaza Sound Studios di New York City, New York (Stati Uniti)
- Ray Fowler e Ed Powell - ingegneri delle registrazioni
- Ken Deardoff - design album[2]